# بيتون روس
فرنسيس بيتون روس (بالإنجليزية: Peyton Rous)‏ (ولد في بالتيمور بولاية ماريلاند 25 أكتوبر 1879- توفي في نيويورك 16 فبراير 1970) كان عالم أمراض أمريكياً حصل على  جائزة نوبل في الطب سنة 1966 لاكتشافه للفيروسات المسبة للسرطان، وذلك مناصفة مع مواطنه تشارلس هوغنس.

## بداياته مع الطب
حصل روس على شهادته الطبية الأولى من مدرسة الطب بجامعة جونز هوبكينز عام 1905 وعين بوظيفة طبيب مقيم في المستشفى التابع للجامعة، ولكنه سرعان ما ترك العمل الإكلينيكي (لظنه أنه لا يصلح له) واتجه للعمل البحثي، فعمل معلماً لعلم الأمراض في جامعة متشيغان براتب زهيد، ثم تعلم اللغة الألمانية وسافر إلى ألمانيا سنة 1907 حيث قام بدراسة التشريح المرضي بأحد مستشفيات مدينة دريسدن.

## عمله بمعهد روكفلر
التحق روس بالعمل بمعهد روكفلر للأبحاث الطبية (جامعة روكفلر حالياً) بموجب منحة دراسية سنة 1909 وصار عضواً فيه سنة 1920 ليظل فيه طيلة حياته البحثية، وفي سنة 1945 ومع وصوله إلى سن الخامسة والستين أصبح روس عضواً متفرغاً Member Emeritus بالمعهد ولكنه ظل على نشاطه البحثي الدءوب ـ الذي دعمته جامعة روكفلر بسخاء ـ حتى وفاته.

## دراسته وأبحاثه
في أثناء منحته بمعهد روكفلر تمكن روس من الوصول إلى اكتشافات عن الخلايا اللمفية قام بنشرها في مجلة الطب التجريبي، قبل أن يعهد إليه سايمون فلكسنر (مدير معهد روكفلر آنذاك) بمسئولية معهد السرطان، الذي أجرى روس فيه فيما بعد أبحاثه حول ما كان يسمى بالأورام التلقائية "spontaneous" chicken tumours لدى الدجاج، واكتشف أنها تحدث نتيجة فيروسات. وقد توسع روس في البحث محاولاً الوصول إلى أسباب فيروسية قد تكون وراء حدوث السرطان عند فئران المعامل، ولكنه فشل في ذلك فترك أبحاث الأورام واتجه إلى دراسة مشكلات أخرى في علم مسببات الأمراض.
لم يعد روس إلى أبحاث السرطان إلا في سنة 1934 عندما بدأ (بناء على اقتراح من ريتشارد شوب (بالإنجليزية: Richard Shope)‏، أحد زملائه في المعهد) في دراسة فيروس يتسبب في حدوث ثآليل ضخمة لدى الأرانب البرية في جنوب غرب الولايات المتحدة الأمريكية، وكانت هذه الثآليل كثيراً ما تتحور إلى أورام سرطانية.

## التكريمات والجوائز
- عضو أجنبي بالجمعية الملكية بإنجلترا
- عضو أجنبي بالجمعية الملكية للطب بإنجلترا
- عضو أجنبي بالجمعية الملكية الطبية بالدنمرك
- عضو بالأكاديمية النرويجية للعلوم والآداب
- زميل شرفي لمعهد وايزمن للعلوم
- مراسل أجنبي للأكاديمية الطبية بباريس
- ميدالية كوفالنكو (بالإنجليزية: Kovalenko Medal)‏ من الأكاديمية الوطنية (الأمريكية) للعلوم* جائزة الخدمة المتميزة من الجمعية الأمريكية للسرطان
- جائزة لاسكر (بالإنجليزية: Lasker Award)‏ من الجمعية الأمريكية للصحة العامة
- جائزة الأمم المتحدة لأبحاث السرطان
- ميدالية العلوم الوطنية (الأمريكية) سنة 1966
- جائزة بول إرليخ ـ لودفيغ دارمشتاتر (بالإنجليزية: Paul Ehrlich-Ludwig Darmstädter Award)‏ من جمهورية ألمانيا الاتحادية

## وصلات خارجية
- بيتون روس على موقع الموسوعة البريطانية (الإنجليزية)
- بيتون روس على موقع مونزينجر (الألمانية)
- بيتون روس على موقع إن إن دي بي (الإنجليزية)
- موقع مؤسسة نوبل على الإنترنت (بالإنجليزية)
- Encyclopaedia Britannica